# Гутников, Валентин Сергеевич
Валентин Сергеевич Гутников (4 апреля 1939 — 12 декабря 2005) — российский учёный в области электроники, средств измерения, частотных датчиков, информационно-измерительной техники. Заслуженный деятель науки и техники РФ, доктор технических наук, профессор Санкт-Петербургского политехнического университета Петра Великого, член Метрологической академии.

## Биография
Родился 4 апреля 1939 года в городе Клинцы Брянской области.
В 1962 году с отличием закончил Ленинградский политехнический институт (ЛПИ) - сейчас Санкт-Петербургский Политехнический университет Петра Великого. В конце 1962 года начал работать на кафедре «Информационно-измерительная техника» ЛПИ.
В 1962 поступил в аспирантуру ЛПИ, а в 1965 году защитил диссертацию на соискание ученой степени кандидата технических наук на тему «Методы построения частотных датчиков на принципе автоподстройки элементов частотно-зависимых цепей генераторов».
С 1965 года младший научный сотрудник, с 1966 — старший научный сотрудник, с 1970 – доцент, с 1985 года — профессор, доктор технических наук.
В 1984 году защитил докторскую диссертацию на тему «Развитие теории и применение частотно-временных интегрирующих измерительных преобразователей».
С 1994 года член Метрологической академии.
С 1997 года заведующий кафедрой «Измерительные информационные технологии» факультета технической кибернетики СПбПУ

## Научная деятельность
В. С. Гутников широко известен мировой научной общественности трудами в таких областях, как электроника измерительных каналов, применение интегральных схем в измерительных устройствах, интегрирующие аналогово-цифровые преобразователи, помехоподавляющие фильтры с конечной импульсной характеристикой, методы цифровой обработки измерительной информации.
Валентин Сергеевич сформировал собственное научное направление по разработке методов и устройств информационно-измерительной техники на основе средств аналоговой и цифровой микроэлектроники, возглавлял научную группу, занятую разработкой микропроцессорных средств измерения, и руководил кафедральным научным семинаром по современной электронике информационно-измерительных систем.
Под руководством и при непосредственном участии В. С. Гутникова были разработаны многочисленные измерительные приборы и системы, применяемые в промышленности и научных исследованиях. Среди них частотно-цифровая измерительная система, предназначенная для измерения импульса силы реактивного двигателя, цифровые термометры специального и общепромышленного назначения, использующие оригинальные помехоподавляющие интегрирующие аналого-цифровые преобразователи.
Одна из его первых разработок, сделанная еще в студенческие годы — десятиканальный цифровой термометр —  демонстрировалась на ВДНХ, а сейчас находится в музее СПбПУ.
Разработанные В.С. Гутниковым цифровые термометры Ф206, Ф266, Ф268, четырехканальная тензостанция ВТ5513, модули ввода в ЭВМ измерительных сигналов СМ9306 и Е4004 были запущены в серийное производство, выпускались партиями десятками тысяч экземпляров и использовались на территории всей страны. Термометр Ф206, выпуск которого был начат в 1975 году, явился одним из первых приборов, предназначенных для измерения неэлектрических величин. Цифровой термометр Ф268 активно выпускается и используется в настоящее время.
Принимал активное участие в разработке аппаратуры для орбитальной космической станции «Мир».
Являлся членом ученых и диссертационных советов при СПбПУ. Также был членом редакционного совета издательства «Энергоатомиздат» и членом редколлегий научно-технических журналов «Измерения, контроль и автоматизация», «Приборостроение», «Приборы и системы управления», «Датчики и системы».
Является обладателем более 100 авторских свидетельств на изобретения, десятки из которых внедрены в конкретные разработки.
Автор более 270 научных работ, в том числе 9 монографий, 8 учебных и методических пособий.
Книга «Sensorelektronik: Primärelektronik von Meßwertaufnehmern», одним из авторов которой он является, была издана на немецком языке в 1984 году и переиздается до сих пор.
Выступал с научными докладами на международных научно-технических конференциях в Австрии, Венгрии, Германии и проводил совместные исследования с учеными этих стран. Был членом оргкомитета крупнейших международных конференций «Sensor-97», «Sensor-99» (Нюрнберг, Германия).

## Педагогическая деятельность
Педагогический талант В. С. Гутникова пользовался общим признанием. Ученый обладал редким умением отобрать необходимые для студентов сведения, систематизировать их и найти предельно понятную форму изложения.
Его книга «Интегральная электроника в измерительных устройствах» переиздавалась три раза, разошлась общим тиражом более 200 тысяч экземпляров и стала настольной как для инженеров-разработчиков, так и для студентов всего мира.
Валентин Сергеевич руководил методическим семинаром кафедры, курирующим учебные курсы, связанные с электронными устройствами информационных измерительных технологий.
Читал лекции и делал научные доклады в технических университетах Граца, Дрездена, Карлсруэ, Мюнхена, Хемнитца, Сантьяго-де-Куба.
Подготовил около 30 кандидатов технических наук, в том числе из Германии, Болгарии, Вьетнама, Сирии. Среди них Хасан Рише – министр науки и образования Сирии, посол Сирии в России (2006—2009).
Разработал и читал курсы лекций:
• Теоретические основы информационно-измерительной техники
• Преобразование измерительных сигналов
• Электронные устройства информационно-измерительной техники, 
• Аналоговые электронные измерительные преобразователи, 
• Цифровые измерительные устройства, 
• Планирование измерительного эксперимента, 
• Фильтрация измерительных сигналов, 
• Теоретические основы информационно-измерительной техники.

## Основные работы
1. Цифровые приборы с частотными датчиками (соавторы П.В. Новицкий, В Г. Кнорринг) - 1970г
2. Интегральная электроника в измерительных приборах – 1974г
3. Применение операционных усилителей в измерительной технике – 1975г
4. Интегральная электроника в измерительных устройствах -1980г
5. Gutnikov V.S., Lenk A., Mende U.  Sensorelektronik: Primärelektronik von Meßwertaufnehmern  . Berlin  – 1984г
6. Интегральная электроника в измерительных устройствах, второе издание -1988г
7. Фильтрация измерительных сигналов – 1990г
8. Gutnikov V.S. Analoginterface für kapazitive Aufnehmer, 1990

## Награды
• Серебряная и бронзовая медаль ВДНХ СССР (1966, 1978, 1983),
• Медаль «За трудовое отличие» (1988) - за разработку измерительной аппаратуры для орбитальной космической станции «Мир-1»,
• Почетное звание «Заслуженный деятель науки Российской Федерации» (1999)